# Bendorf (Holstein)
Bendorf is een gemeente in de Duitse deelstaat Sleeswijk-Holstein, en maakt deel uit van de Kreis Rendsburg-Eckernförde.
Bendorf telt 428 inwoners. De gemeente Bendorf bestaat uit 2 dorpen: Bendorf en Oersdorf en de kleinere gehuchten
Keller, Lohmühle, Hohenhörn, Wassermühle, Oersdorfer Viert, Scharfenstein en Bendorfer Feld. Het dorp leeft grotendeels van de landbouw maar er zijn ook enkele commerciële instellingen.
Achterwehr · Ahlefeld-Bistensee · Alt Duvenstedt · Altenhof · Altenholz · Arpsdorf · Ascheffel · Aukrug · Bargstall · Bargstedt · Barkelsby · Beldorf · Bendorf · Beringstedt · Bissee · Blumenthal · Böhnhusen · Bokel · Bordesholm · Borgdorf-Seedorf · Borgstedt · Bornholt · Bovenau · Brammer · Bredenbek · Breiholz · Brekendorf · Brinjahe · Brodersby · Brügge · Büdelsdorf · Bünsdorf · Christiansholm · Damendorf · Damp · Dänischenhagen · Dätgen · Dörphof · Eckernförde · Ehndorf · Eisendorf · Ellerdorf · Elsdorf-Westermühlen · Embühren · Emkendorf · Felde · Felm · Fleckeby · Flintbek · Fockbek · Friedrichsgraben · Friedrichsholm · Gammelby · Gettorf · Gnutz · Gokels · Goosefeld · Grauel · Grevenkrug · Groß Buchwald · Groß Vollstedt · Groß Wittensee · Güby · Haale · Haby · Hamdorf · Hamweddel · Hanerau-Hademarschen · Haßmoor · Heinkenborstel · Hoffeld · Hohenwestedt · Hohn · Holtsee · Holzbunge · Holzdorf · Hörsten · Hummelfeld · Hütten · Jahrsdorf · Jevenstedt · Karby · Klein Wittensee · Königshügel · Kosel · Krogaspe · Kronshagen · Krummwisch · Langwedel · Lindau · Lohe-Föhrden · Loop · Loose · Luhnstedt · Lütjenwestedt · Meezen · Melsdorf · Mielkendorf · Molfsee · Mörel · Mühbrook · Negenharrie · Neudorf-Bornstein · Neu Duvenstedt · Neuwittenbek · Nienborstel · Nindorf · Noer · Nortorf · Nübbel · Oldenbüttel · Oldenhütten · Osdorf · Ostenfeld (Rendsburg) · Osterby · Osterrönfeld · Osterstedt · Ottendorf · Owschlag · Padenstedt · Prinzenmoor · Quarnbek · Rade b. Hohenwestedt · Rade b. Rendsburg · Reesdorf · Remmels · Rendsburg · Rickert · Rieseby · Rodenbek · Rumohr · Schacht-Audorf · Schierensee · Schinkel · Schmalstede · Schönbek · Schönhorst · Schülldorf · Schülp b. Nortorf · Schülp b. Rendsburg · Schwedeneck · Seefeld · Sehestedt · Sophienhamm · Sören · Stafstedt · Steenfeld · Strande · Tackesdorf · Tappendorf · Techelsdorf · Thaden · Thumby · Timmaspe · Todenbüttel · Tüttendorf · Waabs · Wapelfeld · Warder · Wasbek · Wattenbek · Westensee · Westerrönfeld · Windeby · Winnemark